# 志賀節
志賀 節（しが せつ、1933年〈昭和8年〉2月3日 - 2021年〈令和3年〉7月5日）は、日本の政治家。位階は従三位。環境庁長官（第23代）、内閣官房副長官（第1次海部内閣）、衆議院議員（8期）等を務めた。

## 経歴
岩手県一関市出身。早稲田大学文学部卒業後、南カリフォルニア大学大学院に留学し、国際政治学を専攻した。1963年から、三木武夫が主宰する中央政策研究所に勤務する。父・健次郎の政界引退に伴い、1972年の第33回衆議院議員総選挙に旧岩手2区から自由民主党公認で立候補し、初当選した（当選同期に小泉純一郎・加藤紘一・山崎拓・三塚博・石原慎太郎・村岡兼造・保岡興治・瓦力・越智通雄・野田毅・深谷隆司など）。以後8期連続当選。当選後は三木派に所属。同じ旧岩手2区には経世会の小沢一郎がおり、長きにわたりライバル関係にあった。1978年に外務政務次官、1980年に農林水産政務次官に任命される。
1989年、第1次海部内閣で内閣官房副長官に就任。しかし発足直後、山下徳夫内閣官房長官が女性問題で辞任し、森山眞弓環境庁長官が内閣官房長官に横滑りしたため、志賀が後任の環境庁長官に就任した。
1996年の第41回衆議院議員総選挙では小選挙区比例代表並立制の導入に伴い岩手県第3区から自民党公認で立候補したが、新進党公認の佐々木洋平に敗れ、落選。
2000年の第42回衆議院議員総選挙にも立候補するが、岩手3区で自由党の黄川田徹、無所属の中村力の後塵を拝して得票数3位で落選し、政界を引退した。
2003年、春の叙勲で勲一等に叙され瑞宝章を受章した。
2017年、公益財団法人岩手県学生援護会代表理事就任。
2021年7月5日、東京都内の病院で死去。88歳没。死没日をもって従三位に叙される。

## 著書
- 『世直しへの戦い 現代日本精神を斬る』日新報道、2000年
- 『雨ニモマケズ、風ニモマケズ国難を前にして』角川春樹事務所、2003年

## 親族
- 父：志賀健次郎（衆議院議員、防衛庁長官）[1]
- 妹：志賀かう子（エッセイスト）[1]
- 大伯父：志賀和多利（衆議院議員、弁護士）